# Aleksandr Borodin
Aleksandr Porfirjewicz Borodin (Алекса́ндр Порфи́рьевич Бороди́н ur. 31 października?/12 listopada 1833 w Petersburgu, zm. 15 lutego?/27 lutego 1887 tamże) – rosyjski chemik i kompozytor. Należał do grupy pięciu kompozytorów rosyjskich, która przeszła do historii muzyki pod nazwą „Potężna Gromadka”.

## Dorobek naukowy (chemia)
- jako pierwszy przeprowadził reakcję bromo-dekarboksylacji znanej pod nazwą reakcji Hunsdieckera-Borodina
- równolegle z Wurtzem odkrył reakcję kondensacji aldolowej

## Dzieła muzyczne
- polka d-moll Hélène
- concerto na flet i fortepian
- Fantazja na temat rosyjski na dwoje skrzypiec i wiolonczelę
- opera-farsa Bogatyri
- trzy symfonie: I Es-dur, II h-moll „Bohaterska”, III a-moll (nieukończona)
- opera Kniaź Igor, zawierająca sławną w pop-kulturze suitę Tańce połowieckie
- kwartety smyczkowe A-dur i D-dur
- poemat symfoniczny W stepach Azji Środkowej
- pieśni m.in. Zaczarowany ogród, Śpiąca królewna